# Cystopsora notelaeae
Cystopsora notelaeae är en svampart som beskrevs av Syd. 1937. Cystopsora notelaeae ingår i släktet Cystopsora och familjen Pucciniaceae.   Inga underarter finns listade i Catalogue of Life.